# Rhynchanthera
Genre
Synonymes
Selon GBIF (17 septembre 2024)
- Thenardia DC.
- Zulatia Neck. ex Raf.

Rhynchanthera est un genre de plantes à fleurs de la famille des Melastomataceae, comportant environ 30 espèces, et dont l'espèce type est Rhynchanthera grandiflora (Aubl.) DC.. Ce sont des arbustes néotropicaux.

## Description
Rhynchanthera regroupe des arbustes ou sous-arbrisseaux hauts de 0,3-3 m.
Les branches qont subtérétes, anguleuses ou à 4-6 angles, hirsutes avec des poils glanduleux. 
Les feuilles sont décussées, largement ovales à linéaires, pétiolées, subsessiles ou sessiles, minces, à bords serrulés, dentelés ou rarement entiers, avec 1 à 4 paires de nervures latérales longitudinales naissant à la base du limbe. 
L'inflorescence est terminale, thyrsoïde, avec des cymes bipares ou unipares de quelques fleurs à plusieurs fleurs.
Les bractées sont semblables à des feuilles et leur taille est progressivement réduite dans la partie distale. 
Les fleurs sont bisexuées, 5-mères. 
L'hypanthium est campanulé.
Les lobes du calice sont linéaires-subulés à triangulaires, étalés, persistants.
Les pétales sont obovales, minces, rose rougeâtre, pourpre, magenta ou blanc.
Les 5 étamines sont antésépales, fertiles, alternant avec 5 staminodes antépétales abortifs, les étamines fertiles étant isomorphes ou plus souvent dimorphes avec une étamine plus longue que les autres.
Les filets sont minces, térébrants.
Les anthères sont subulées avec un bec prononcé (rostrum), monoporeuses, le connectif fortement prolongé sous les thèques jusqu'à l'insertion du filament et avec un petit appendice antérieur simple ou bilobé. Ovaire subglobuleux, libre, périgyne, 3-5-locules, apicalement sétosé ou glabre.
Le style est  mince, térébrant.
Le stigmate est punctiforme. 
Le fruit est une capsule 3-5-loculicide. 
Les graines sont nombreuses, mesurant 0,75-1 mm de long, presque droites, à hile basal.

## Répartition
On rencontre Rhynchanthera  du Mexique au Paraguay en passant par le Salvador, le Nicaragua, le Costa Rica, le Panama, la Colombie, le Venezuela, le Guyana, le Suriname, la Guyane, le Pérou, le Brésil, et la Bolivie.

## Liste d'espèces
Selon GBIF (17 septembre 2024) :
- Rhynchanthera acuminata Benth.
- Rhynchanthera apurensis Wurdack
- Rhynchanthera brachyrhyncha Cham.
- Rhynchanthera bracteata Triana
- Rhynchanthera cordata DC.
- Rhynchanthera cordifolia Walp.
- Rhynchanthera dichotoma (Desr.) DC.
- Rhynchanthera gardneri Naudin
- Rhynchanthera goyazensis Glaz.
- Rhynchanthera grandiflora (Aubl.) DC.
- Rhynchanthera hassleriana Kraenzl.
- Rhynchanthera hispida Naudin
- Rhynchanthera imbricata Markgr.
- Rhynchanthera latifolia Cogn.
- Rhynchanthera leucantha Sw.
- Rhynchanthera linearifolia Hoehne
- Rhynchanthera mexicana (L.) DC.
- Rhynchanthera mollis Glaz.
- Rhynchanthera montana Glaz.
- Rhynchanthera novemnervia DC.
- Rhynchanthera paludicola (Donn.Sm.) Gleason
- Rhynchanthera parvifolia Glaz., 1908
- Rhynchanthera rosea Cogn.
- Rhynchanthera schrankiana Naudin, 1849
- Rhynchanthera serrulata (Rich.) DC.
- Rhynchanthera stricta Cogn.
- Rhynchanthera ternata Cogn.
- Rhynchanthera ursina Naudin
- Rhynchanthera verbenoides Cham.
- Zulatia alata Raf.
- Zulatia grandiflora Raf.
- Zulatia levigata Raf.